# WISE 1828+2650
WISE 1828+2650 je hnědý trpaslík nebo toulavá planeta spektrální třídy Y2 nacházející se v souhvězdí Lyry asi 47 světelných let od Země. Jedná se o typického zástupce spektrální třídy Y.

## Objev
WISE 1828+2650 byla objevena v roce 2011 na základě dat získaných ze 40 centimetrového teleskopu NASA Wide-field Infrared Survey Explorer, určeného pro pozorování v infračerveném záření. WISE 1828+2650 byla objevena dvěma skupinami pod vedením Kirkpatricka a Cushinga, avšak tyto dvě skupiny měly mnoho členů společných a objev byl učiněn oběma skupinami v roce 2011 téměř ve stejné době.
Kirkpatrickova skupina prezentovala objev 98 nových hnědých trpaslíků spektrálních tříd M, L, T a Y. Mezi nimiž byl také objekt WISE 1828+2650 jako nejchladnější z objevených těles.
Cushingova skupina objevila 7 nových hnědých trpalíků, jeden z nich byl spektrální třídy T, ostatních šest náleželo do spektrální třídy Y. Těchto 7 objeků je 7 nejslabších hnědých trpaslíků z 98 objevených skupinou Kirkpatricka.

## Vzdálenost
Nejpřesnější odhad vzdálenosti objektu WISE 1828+2650 (k roku 2013) byl učiněn pomocí metody paralaxy, změřené Spitzerovým vesmírným dalekohledem. Výsledek byl publikován v roce 2013 a naměřená vzdálenost je 14,3 parseků neboli 46,6 světelných let.

## Fyzikální charakteristiky
Až do objevu WISE 0855–0714 v roce 2014 byl objekt WISE 1828+2650 považován za nejchladnějšího známého hnědého trpaslíka nebo první známý příklad toulavé planety (přesné zařazení není dodnes známo). Povrchová teplota objektu je 250–400 Kelvinů, což odpovídá minus 23 až plus 127 stupňů v Celsiově stupnici. Původní odhad hovoří o teplotě 300 Kelvinů. WISE 1828+2650 byla proto přiřazena nejnovější známá spekrální třída Y.
Hmotnost objektu se pohybuje v rozmezí 0,5–10 hmotností Jupiteru, stáří na 100 milionů let až 10 miliard let. Vysoká tangensiální rychlost, charakteristická pro objekty populace starého disku, naznačuje možné stáří WISE 1828+2650 4–6 miliard let, což vede k odhadu hmotnosti 3–6 hmotností Jupiteru.
WISE 1828+2650 je podobná jinému objektu spektrální třídy Y WD 0806-661 B. Objekt WD 0806-661 B mohl být vytvořen jako planeta v blízkosti primárního objektu WD 0806-661 A, později když se primární objekt stal bílým trpaslíkem a ztratil většinu své hmotnosti, migroval na vzdálenější dráhu vzdálenou 2500 astronomických jednotek od primárního bílého trpaslíka. Podobnost mezi oběma objekty může naznačovat, že WISE 1828+2650 mohla vzniknout podobným způsobem.
Srovnání obou objektů rovněž může napovídat, že WISE 1828+2650 je binární objekt složený ze dvou těles podobné hmotnosti. Pozorování Hubbleovým teleskopem a Keckovými dalekohledy však binaritu systému neodhalilo, což znamená, že existuje-li společník WISE 1828+2650, měl by být k primárnímu objektu blíže než půl astronomické jednotky. Žádné důkazy binarity tohoto objektu ale dosud neexistují.